# José Manuel Vázquez
Pour les articles homonymes, voir Vázquez.
Vázquez  Palomo est un nom espagnol. Le premier nom de famille, en général paternel, est Vázquez ; le second, en général maternel, souvent omis, est Palomo.
José Manuel Vázquez Palomo, né le 14 avril 1975 à Arévalo, est un coureur cycliste espagnol. Il est professionnel de 2000 à 2003, au sein de l'équipe Colchón Relax-Fuenlabrada.

## Palmarès
- 1999
  - Vainqueur de la Coupe d'Espagne de cyclisme
  - Santikutz Klasika
  - 2e étape de la Volta del Llagostí
  - 1re étape du Tour d'Ávila
  - 3e de la Volta del Llagostí
  - 3e de la Prueba Loinaz

## Résultats sur les grands tours

### Tour d'Espagne
3 participations 
- 2000 : 115e
- 2001 : 69e
- 2002 : 99e